# Кубок Імператора Японії з футболу 2021
Кубок Імператора Японії з футболу 2021 — 101-й розіграш кубкового футбольного турніру в Японії. Титул володаря кубка ввосьме здобув Урава Ред Даймондс.

## Календар
| Раунд        | Дата                        | Матчі | Клуби   |
| ------------ | --------------------------- | ----- | ------- |
| Перший раунд | 22 травня - 5 червня 2021   | 26    | 90 → 64 |
| 1/32 фіналу  | 9-16 червня 2021            | 32    | 64 → 32 |
| 1/16 фіналу  | 7 липня - 18 серпня 2021    | 16    | 32 → 16 |
| 1/8 фіналу   | 18 серпня - 22 вересня 2021 | 8     | 16 → 8  |
| 1/4 фіналу   | 27 жовтня 2021              | 4     | 8 → 4   |
| 1/2 фіналу   | 12 грудня 2021              | 2     | 4 → 2   |
| Фінал        | 19 грудня 2021              | 1     | 2 → 1   |

## 1/8 фіналу
| Команда 1             | Рахунок | Команда 2            |
| --------------------- | ------- | -------------------- |
| 18 серпня 2021        |         |                      |
| Кавасакі Фронтале     | 2:1     | Сімідзу С-Палс       |
| Веспах Оїта (4)       | 0:1 дч  | Джубіло Івата (2)    |
| Сересо Осака          | 1:0     | Саґан Тосу           |
| Касіма Антлерс        | 3:1     | В-Варен Нагасакі (2) |
| Кіото Санґа (2)       | 0:1     | Урава Ред Даймондс   |
| Наґоя Ґрампус         | 1:0     | Віссел Кобе          |
| Зеспакусацу Ґумма (2) | 1:2 дч  | Ойта Трініта         |
| 22 вересня 2021       |         |                      |
| Ґамба Осака           | 4:1     | Сьонан Бельмаре      |

## 1/4 фіналу
| Команда 1         | Рахунок | Команда 2          |
| ----------------- | ------- | ------------------ |
| 27 жовтня 2021    |         |                    |
| Кавасакі Фронтале | 3:1     | Касіма Антлерс     |
| Ґамба Осака       | 0:2     | Урава Ред Даймондс |
| Наґоя Ґрампус     | 0:3     | Сересо Осака       |
| Джубіло Івата (2) | 0:2     | Ойта Трініта       |

## 1/2 фіналу
| Команда 1          | Рахунок      | Команда 2    |
| ------------------ | ------------ | ------------ |
| 12 грудня 2021     |              |              |
| Урава Ред Даймондс | 2:0          | Сересо Осака |
| Кавасакі Фронтале  | 1:1 пен. 4:5 | Ойта Трініта |

## Фінал
| 19 грудня 2021 7:00 (EEST) |

| Урава Ред Даймондс    | 2:1      | Ойта Трініта |
| --------------------- | -------- | ------------ |
| Есака 6' Макіно 90+3' | Протокол | Перейра 90'  |

| Шінджюку, Токіо Глядачів: 57 785 Арбітр: Юсуке Аракі |